# Redován
Redován è un comune spagnolo di 7 765 abitanti situato nella comunità autonoma, situato nel sud della provincia di Alicante, nella regione di Vega Baja del Segura. 
Un Comuni a cavallo tra lo storico Regno di Valencia e quello di Murcia. Si trova tra il fiume Segura e ai piedi della sua bellissima sierra: La Sierra de Redován

## Attrazioni turistiche
Redován ha una magnifica montagna, dov'è la più grande via ferrata in Spagna, o dove arrampicare anche arrampicata, discesa in corda doppia, salto alla base, escursioni, Mountain bike, eccetera.
È anche il luogo di passaggio di due importanti percorsi letterari: il Camino del Cid e la Senda del poeta Miguel Hernández.

### Come arrivare
- In aereo. L'aeroporto di Alicante-Elche è a soli 25 minuti e l'aeroporto di Murcia-Corvera a circa 30 minuti
- Su strada: perfettamente interconnessi, dalla strada mediterranea A-7 con accesso dall'uscita 541; verso la strada statale N-340. Puoi anche arrivare dalle strade autonome CV900 da Orihuela o Callosa de Segura e dal CV919 da Almoradí
- In autobus: la linea regolare di autobus ALSA tra Alicante e Murcia e il servizio metropolitano regionale tra Albatera-Orihuela hanno una fermata a Redován.
- In treno: la stazione più vicina è Callosa de Segura che dista solo 2 km e ha un collegamento a breve distanza con la linea Alicante-Murcia, a metà strada dalla linea Cartagena - Barcellona e anche con collegamenti Talgo internazionali che portano a città nel sud della Francia che terminano a Marsiglia. Inoltre c'è anche un treno navetta per prendere l'AVE per Madrid.
- Via mare: le aree portuali più vicine per passeggeri e merci sono quelle del porto di Alicante e del porto di Cartagena.

## Monumenti e luoghi di interesse
- Palazzo dell'Ordine dei Predicatori: questo è l'edificio che originariamente era un palazzo-residenza che aveva i padri domenicani del Collegio dell'Università di Orihuela e che possedeva il dominio feudale su Redován dal 1616 al 19 ° secolo. Apparentemente, la conclusione finale dell'edificio risale al 1726.

- Vecchio municipio. (La casa dell'orologio). Con un campanile risalente alla fine del XIX secolo, fatto a mano e di grande valore artistico, con un meccanismo impressionante e un magnifico campanile, è uno dei monumenti più importanti ed emblematici che il comune conserva. L'orologio è in funzione e ha due sfere con un campanile. Situato sulla piazza del municipio. Era la sede del primo municipio costituzionale. Attualmente ospita i locali del comune "La Vega" che raggruppa i comuni di Redován, San Miguel de Salinas, Algorfa e Jacarilla

- Chiesa di San Michele Arcangelo. Tempio parrocchiale del 14 ° secolo, proprio nell'anno (1396) della fondazione della città.
- Ex rifugio dei pastori "(metà del XVIII secolo). È un piccolo rifugio per pastori situato nel punto più alto della sua montagna.
- Eremo di Nostra Signora Vergine della Salute "(S. XX). Con una piccola dimensione della Vergine della Salute e di San Cristóbal.
- Eremo di San Carlos "(S. XX). Con una piccola dimensione di San Carlos Borromeo e Nostra Signora Vergine de Dolores.
- Eremo di Santa Croce di Rincón "(S. XX).

## Feste e tradizioni
Le principali festività si celebrano per tutto il mese di settembre in onore dei loro patroni; Nostra Signora della Salute e San Michele Arcangelo. In cui dobbiamo evidenziare le sue processioni, il Partito Bianco, il Pellegrinaggio alla Sierra, la Corrida de "Vaquillas", i concerti e gli eventi culturali e le sfilate di Mori e Cristiani, Gramaores, ecc.
Durante la Settimana Santa, molte processioni sono organizzate dalle diverse confraternite.
Come tradizione ancestrale di Redován, conserva ancora dallo SXVI i nativi "Los Cantos de Auroros", che vengono cantati nelle prime ore di ogni prima domenica di ogni mese da Pasqua a Natale e ogni domenica di maggio e ottobre, in strade del comune. Questa tradizione viene presentata in attesa della sua dichiarazione di BIC (Proprietà di interesse culturale) di natura immateriale.

## Gastronomia
Redován ha un grande prestigio nella tradizione gastronomica che si manifesta nelle sue macellerie locali artigianali e nella produzione artigianale di un'ampia varietà di salazones di pesce affumicato. Evidenziano anche diversi dolci e cotti nei nove forni tradizionali, su un fuoco di legna che sono ancora conservati.
Per quanto riguarda la sua buona tavola, ci sono generalmente piatti in cui troviamo le magnifiche verdure del suo frutteto, così come la paella de arroz y costra, arroz con conojo y serranas, cocido con pelotas, Arroz de los tres puñaos, Trigo Picao , Cucurrones, migas ruleras, gacha-miga, Guiso de Bacalao, Camarrojas fritas, Bleas cocidas, Ensalada de Lisones, Ensalada de Alcachofas con capellán.
Le tapas tipiche sono Taza con Pelota, Michirones, frittata di carciofi e polpettone traballante.
In estate, il gelato Mantecada (a base di latte e tuorlo d'uovo), così come il fango di limone o orzo sono tipici.
I dolci tipici sono quelli tradizionali: almojábanas, Pitisús, Rollos de Calabaza, crostate di mandorle, monas pasquali, tocino de cielo, muffin all'olio, torte gloria, Milhojas, buñuelos d'arancia, Torta Boba, Gachas con Arrope y Calabazate.
A Natale, sono tipici dolci natalizi come Toñas, Almendraos, i fiori di Angelo e Mantecás, ecc.
Inoltre, c'è un torrone molto tipico che è fatto di zucchero tostato e rosette di mais (noto anche come "Brunch Nougat", come tradizionalmente i ragazzi lo davano alle loro amiche.

## Gemellaggio
- Saint-Aubin-de-Médoc, Aquitania, Francia